# Lucian Freud
Lucian Freud (8. prosince 1922 Berlín, Německo – 20. července 2011 Londýn, Anglie) byl britský malíř německého původu. Šlo o jednu z nejvýznamnějších postav britského a světového poválečného umění. Narodil se jako vnuk psychoanalytika Sigmunda Freuda, v třicátých letech emigroval do Británie, umění studoval na Central School of Art v Londýně a pak na East Anglian School of Painting and Drawing v Dedhamu. Ve svém díle se zaměřoval na lidskou figuru, kterou zobrazoval realisticky se všemi nedokonalostmi.

## Život
Lucian Freud se narodil v Berlíně židovským rodičům. Jeho otec Ernst, nejmladší syn psychoanalytika Sigmunda Freuda, byl architekt. Matka Lucie Brasch pocházela z rodiny obchodníka s obilím. V roce 1933 emigrovali Freudovi do Spojeného království. Lucian zde začal chodit do školy Dartington Hall v hrabství Devon a v Bryanstonu v hrabství Dorset. Roku 1939 nastoupil do Central School of Arts and Crafts v Londýně, zůstal zde ale jen jeden semestr. Přešel do East Anglian School of Painting and Drawing v Dedhamu, kde byli jeho učiteli Cedric Morris a Arthur Lett-Haines. Jeho první kresby publikoval časopis Horizon, jehož vedoucím redaktorem byl Cyril Connolly. V roce 1939 získal britské občanství.
První válečnou zimu 1939/1940 prožil ve Walesu, kde kreslil. Společnost mu dělali přátelé ze studií: budoucí herec a literát David Kentish a básník Stephen Spender. Roku 1941 se dobrovolně přihlásil do armády. Přidělen byl k obchodnímu loďstvu, které zajišťovalo severoatlantické konvoje. Brzy však onemocněl a ještě téhož roku byl zproštěn služby. Vrátil se ke svému učiteli Morrisovi, jehož škola byla mezitím přestěhována do Suffolku. V letech 1942–1943 navštěvoval večerně Goldsmith’s College, součást Londýnské univerzity. V roce 1943 se trvale přestěhoval do Londýna; ve čtvrti Paddington si zřídil ateliér, v němž tvořil po celý život. První samostatnou výstavu mu umožnila v roce 1944 Alex Reid & Lefevre Gallery v Londýně.
Po válce se rozhodl cestovat. V roce 1946 strávil dva měsíce v Paříži a pak necelých půl roku na řeckém ostrově Paros. Rok nato přijel do Paříže opět, tentokrát v doprovodu Kitty Garman, dcery sochaře Jacoba Epsteina, jež se roku 1948 stala jeho první manželkou. Na konci 40. let se seznámil s výtvarníky, s nimiž vytvořil Londýnskou školu. Patřili do ní Michael Andrews, Frank Auerbach, Francis Bacon, David Hockney, Howard Hodgkin, R. B. Kitaj nebo Leon Kossoff. V letech 1949–1954 působil jako hostující pedagog na Slade School of Fine Arts v Londýně. První oficiální uznání mu přinesl obraz Interiér v Paddingtonu z roku 1951. Vystavil ho na akci Festival of Britain, kde obdržel cenu Arts Council Prize of Great Britain. V roce 1953 se Freud oženil podruhé, a to s Lady Caroline Blackwood, manželství se však brzy rozpadlo. V červnu roku 1954 publikoval časopis Encounter jeho zásadní teoretickou studii Pár myšlenek o malířství. V roce 1970 zemřel jeho otec, roku 1989 matka. V té době se stal jeho agentem James Kirkman, který tuto funkci plnil do roku 1992. V roce 1987 byl jmenován kurátorem výstavy The Artist’s Eye (Umělcovo oko), pořádané londýnskou národní galerií. Byl mu umožněn svobodný výběr exponátů z rozsáhlých sbírek instituce. Roku 1997 se Freud usadil v Holland Parku v západním Londýně, paddingtonský ateliér si však ponechal. Při příležitosti jeho šedesátin o něm v prestižním nakladatelství Thames & Hudson vyšla monografie z pera kurátora Lawrence Gowinga. Od roku 1990 se stal jeho modelem australský tanečník Leigh Bowery. Freud s ním vedl zásadní rozhovor o své tvůrčí činnosti, který v roce 1993 vydala newyorská galerie Matthew Marks. Od roku 1992 Freuda začal zastupovat galerista William Acquavella z New Yorku, v téže době k němu nastoupil jako asistent malíř David Dawson, kterého Freud rovněž často portrétoval. Při příležitosti svých sedmdesátin poskytl Freud obsáhlý rozhovor Williamu Feaverovi z časopisu The Observer. V roce 2001 bylo Freudovi umožněno portrétovat královnu Alžbětu II. Malíř obraz věnoval do královských sbírek. Roku 2002 byl Freud pověřen výběrem obrazů na výstavu Johna Constabla, která se konala v Grand Palais v Paříži. Lucian Freud zemřel 20. července 2011.
Za svého života byl Freud několikrát vyznamenán. Zřejmě nejvýznamnějšími oceněními byly v roce 1983 Řád společníků cti (Companion of Honour) a roku 1993 Řád Za zásluhy (Order of Merit).

## Dílo
V roce 1936 se v Londýně konala velká výstava věnovaná surrealismu, kterou Lucien navštívil. Tento styl měl na jeho ranou tvorbu vliv, jak ukazuje např. obraz Malířův pokoj z roku 1943, v němž do místnosti oknem strká hlavu zebra. Po určitou dobu také tvořil pod vlivem malířů z hnutí nová věcnost (Neue Sachlichkeit), zejména Georga Grosze. Postupně si však vytvořil svůj vlastní, nezaměnitelný styl. Přihlásil se k figurativnímu směru umění v době, kdy ve výtvarném světě dominovalo abstraktní umění. Lze říci, že jeho tvorba je v jistém smyslu reakcí na abstrakci, která rezignovala na zobrazení konkrétního individua. V evropských galeriích studoval Freud díla starých mistrů, respektoval zejména Ingrese, Franse Halse a Johna Constabla. Na motivy Watteauova obrazu Pierotovo štěstí namaloval vlastní variaci s názvem Velký interiér W.11.
Tematicky byl Freud univerzálním malířem. Maloval stromy a květiny, haraburdí pod okny svého ateliéru v Paddingtonu (Smetiště a domy v Paddingtonu, 1972), zvířata, zátiší. V centru jeho zájmu však byl člověk, jeho fyziognomie a tělo, mužské i ženské. Ve svých aktech docházel až na samotnou hranici, když zobrazoval i ty nejmenší anatomické detaily. K aktům mu stáli takřka výhradně jeho nejbližší přátele a členové rodiny včetně dospělých dcer. Tyto akty připomínají v určitém ohledu práce Egona Schieleho. Freud zobrazuje lidské tělo v extrémně intimních situacích. Jeho modely si však vždy zachovávají důstojnost. Výrazy jejich tváří, obyčejně se zavřenýma očima a jakoby ve spánku, charakterizují vnitřní život, často zranitelnost portrétovaných osob. Všechny své modely znal osobně, z jeho obrazů vyzařuje pocit hluboké znalosti nebo lásky, nikdy odtažitosti. Jeho práce prozrazuje hlubokou schopnost koncentrace. Pečlivě maloval oči, kterými odhaloval vnitřní osobnost, i když jsou zavřené. Maloval všechny nedokonalosti, výrůstky, bulky a soukromé části těla. Freud znal každý kout svého ateliéru a prostor, který modely zabírají. Věděl přesně, co chce dělat s barvou – a co již nemůže. Přidával do ní keramickou bělobu, čímž dosahoval barvy masa.
Do této kategorie můžeme také zařadit řadu jeho autoportrétů, s níž začal už od mládí. I sám sebe znázornil jako velmi realistický akt (Malíř při práci, reflexe, 1993). V polovině 90. let namaloval Lucian Freud sérii aktů velmi zavalité ženy jménem Sue Tilley (Big Sue). Povoláním byla "kontrolorkou výhod" (Benefits Supervisor). Její portrét s názvem Benefits Supervisor Sleeping (Spící kontrolorka výhod) z roku 1995 byl posléze v roce 2008 v aukční síni Christie's v New Yorku prodán za 33,6 miliónu dolarů. Byla to do té doby nejvyšší cena za obraz žijícího umělce.
Smrt jeho otce znamenala pro matku velké trauma. Freud se jí snažil pomoci a zaujmout tím, že ji začal portrétovat. V 70. a 80. letech tak vznikla řada významných portrétů stárnoucí zadumané ženy, zcela pohroužené do svého vnitřního světa.
Žádný z Freudových obrazů, většinou rozptýlených v soukromých sbírkách, nemá licenci pro umístění na Wikipedii. Je možné se s nimi seznámit na některém z níže uvedených externích odkazů.

### Významné obrazy
- Chlapec na balkóně, 1944–1945, uhel, 53,3×35,5 cm, soukromá sbírka
- Francis Bacon, 1952, olej na měděné desce, 17,8×12,8, cm, Tate Gallery, Londýn
- Reflexe se dvěma dětmi (Autoportrét), 1965, olej na plátně, 91,5×91,5 cm, Museo Thyssen-Bornemisza, Madrid
- Nahá dívka s vejcem, 1980–1981, olej na plátně, 90×75 cm, The British Council, Londýn
- Velký interiér W.11 (podle Watteaua), 1981–1983, olej na plátně, 186×198 cm, soukromá sbírka
- Dva japonští zápasníci u umyvadla, 1983–1987, olej na plátně, 50,8×78,7 cm, Art Institute of Chicago, Chicago
- Fred, 1985, olej na plátně, 17,9×12,1 cm, soukromá sbírka
- Nahý muž na posteli 1987, olej na plátně, 56,5×61 cm, soukromá sbírka
- Spící kontrolorka výhod 1995, olej na plátně, 150×250 cm, soukromá sbírka
- Letní ráno, osm nohou, 1997, olej na plátně, 234×132,1 cm, soukromá sbírka
- Portrét Jejího Veličenstva královny, 2000–2001, olej na plátně, 23,5×15,2 cm, Královská sbírka

## Výstavy
Seznam výstav od roku 1942:
- 1942, Alex Reid and Lefevre Gallery, Londýn (kresby, spoluúčast)
- 1944, Alex Reid and Lefevre Gallery, Londýn (první samostatná výstava)
- 1947, London Gallery, Londýn
- 1948, London Gallery, Londýn
- 1950, Hanover Gallery, Londýn
- 1952, Hanover Gallery, Londýn
- 1954, 27. Biennale di Venezia (s Francisem Baconem a Benem Nicolsonem vystavují v britském pavilonu
- 1958, Marlborough Fine Art Gallery, Londýn
- 1963, Marlborough Fine Art Gallery, Londýn
- 1968, Marlborough Fine Art Gallery, Londýn
- 1972, Anthony d'Offay Gallery, Londýn
- 1974, Hayward Gallery, Londýn (první retrospektiva, putovní)
- 1978, Anthony d'Offay Gallery, Londýn
- 1979, Nishimura Gallery, Tokio
- 1981, Royal Academy of Arts, Londýn (spoluúčast na výstavě Nový přístup k malbě)
- 1981, Yale Center for British Art, New Haven, USA (spoluúčast na výstavě Osm figurativních umělců)
- 1982, Anthony d'Offay Gallery, Londýn
- 1987–1988, Hirshhorn Museum and Sculpture Garden, Washington, DC; Musée National d'Art Moderne, Paříž (retrospektiva organizovaná British Council)
- 1988, Rex Irvin Gallery, Sydney (grafiky z let 1982–1988)
- 1991–1993, Lucian Freud: Malby a díla na papíru 1940–1991, putovní: Palazzo Ruspoli, Řím; Tate Gallery, Liverpool; Prefectural Museum of Fine Arts, Tochigi (Japonsko); Otani Memorial Museum, Nishinomiya (Japonsko); Setagaya Art Museum, Tokio; Art Gallery of New South Wales, Sydney; Art Gallery of Western Australia, Perth
- 1993–1994, Lucian Freud: Práce z poslední doby, putovní: Whitechapel Art Gallery, Londýn; Metropolitní muzeum, New York; Museo Nacional Centro de Arte Reina Sofia, Madrid
- 1994, Dulwich Picture Gallery, Londýn
- 1995, Z Londýna: Bacon, Freud, Kossoff, Andrews, Auerbach, Kitaj, putovní, organizovaná British Council: Scottish National Gallery of Modern Art, Edinburgh; Luxemburg; Lausanne; Fundació la Caixa de Catalunya, Barcelona
  - Bacon–Freud: Exprese, Nadace Maeght, Francie
- 1996, Abbot Hall Art Gallery, Kendal (Velká Británie); Acquavella Galleries, New York
- 1997, Lucian Freud: Rané práce, Scottish National Gallery of Modern Art, Edinburgh
- 1998, Lucian Freud: Několik nových maleb, Tate Britain, Londýn
- 2000, Acquavella Galleries, New York (nejnovější obrazy)
  - Setkání:nové umění od starých umělců, National Gallery, Londýn (zúčastnil se obrazem, inspirovaným dílem Učitelka od Chardina)
- 2001, Lucian Freud: Akty – díla od 40. do 90. let, Museum für moderne Kunst, Frankfurt am Main
- 2002, Lucian Freud, putovní: Tate Britain, Londýn; Fundació la Caixa de Catalunya, Barcelona; Museum of Contemporary Art, Los Angeles
- 2004, Wallace Collection, Londýn; Acquavella Galleries, New York (v obou případech nejnovější práce)
- 2005, Lucian Freud, Museo Correr, Benátky (v rámci Bienále)
- 2006, Victoria and Albert Museum, Londýn; Acquavella Galleries, New York (v obou případech s Frankem Auerbachem)
- 2007, Lucian Freud, putovní (kurátorka Catherine Lampert): Museum of Modern Art, Dublin; Louisiana Museum of Modern Art, Kodaň; Gemeente Museum, Haag
  - Lucian Freud: Malířovy grafiky, Museum of Modern Art, New York (výstava doplněna výběrem olejomaleb)
- 2008 Muzeum moderního umění, New York
- 2008 Gemeentemuseum, Haag
- 2010 Centre Georges Pompidou, Paříž